# Stenellipsis bifasciata
Stenellipsis bifasciata es una especie de escarabajo longicornio del género Stenellipsis, tribu Acanthocinini, subfamilia Lamiinae. Fue descrita científicamente por Aurivillius en 1917.

## Descripción
Mide 3 milímetros de longitud.

## Distribución
Se distribuye por Australia.